# Round-robin (informàtica)

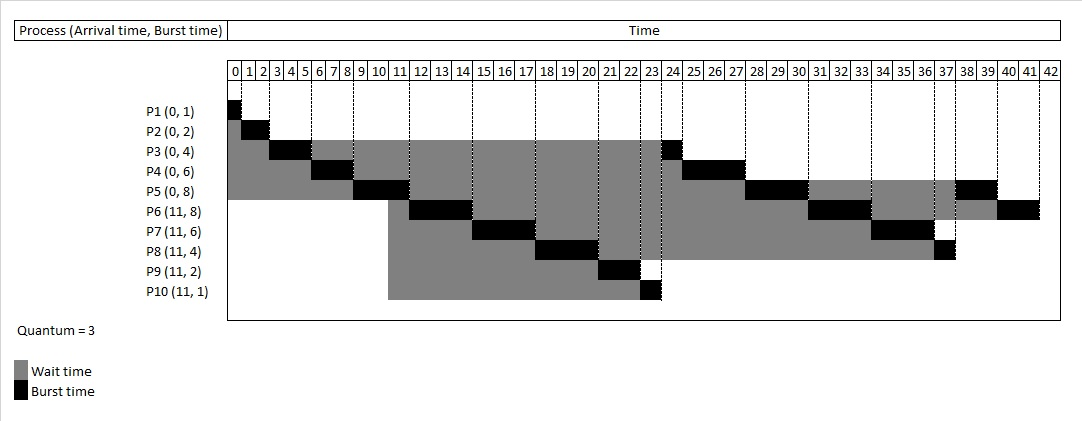
Un exemple de programació preventiva Round Robin amb quantum=3.

Round-robin (abreujat RR) és un dels algorismes que utilitzen els planificadors de processos i xarxes en informàtica. Com el terme s'utilitza generalment, els segments de temps (també coneguts com a quants de temps) s'assignen a cada procés en parts iguals i en ordre circular, gestionant tots els processos sense prioritat (també conegut com a executiu cíclic). La programació de tot tipus és senzilla, fàcil d'implementar i sense inanició. La programació Round-robin es pot aplicar a altres problemes de planificació, com ara la programació de paquets de dades en xarxes d'ordinadors. És un concepte de sistema operatiu.
El nom de l'algorisme prové del principi round-robin conegut d'altres camps, on cada persona pren una part igual d'alguna cosa al seu torn.
L'algoritme Round-Robin és un algorisme preventiu, ja que el planificador força el procés fora de la CPU un cop caduca la quota de temps.
Per exemple, si la franja de temps és de 100 mil·lisegons i el treball1 triga un temps total de 250 ms a completar-se, el planificador de rondes suspendrà el treball després de 100 ms i donarà a altres treballs el seu temps a la CPU. Un cop els altres treballs hagin tingut la seva part igual (100 ms cadascun), el treball1 obtindrà una altra assignació de temps de CPU i el cicle es repetirà. Aquest procés continua fins que s'acaba el treball i no necessita més temps a la CPU.